# New Moon (pel·lícula de 1940)
 New Moon és una pel·lícula estatunidenca dirigida per Robert Z. Leonard el 1940, amb Jeanette MacDonald i Nelson Eddy. És la segona adaptació cinematogràfica de l'opereta La Lluna Nova, que es va estrenar a Broadway el 1928. La versió teatral va comptar amb la música de Sigmund Romberg i llibre i lletres d'Oscar Hammerstein II i altres. La primera adaptació cinematogràfica, també titulada New Moon, estrenada el 1930, era menys fidel a la versió teatral.

## Argument
És la segona adaptació de pel·lícula de l'opereta New Moon, estrenada a Broadway el 1928. La versió teatral tenia música de Sigmund Romberg i llibre i lletres d'Oscar Hammerstein II i altres. La primera adaptació al cinema, també titulada New Moon, s'estrenà el 1930, però era menys fidel a la versió teatral.
New Moon va ser la sisena de vuit pel·lícules musicals que van fer la popular parella de la cantant Jeanette MacDonald i Nelson Eddy. La seva reputació no ha durat, i el 1978 s'incloïa com una de Les cinquanta pitjors pel·lícules de tots els temps al llibre homònim de Harry Medved i Michael Medved.

## Repartiment
- Jeanette MacDonald: Marianne de Beaumanoir
- Nelson Eddy: Charles (Henri) duc de Villiers
- Mary Boland: Valerie de Rossac
- George Zucco: Vescomte Ribald
- Ivan F. Simpson: Guizot
- Robert Warwick: Comissari
- Stanley Fields: Tambor

I, entre els actors que no surten als crèdits:
- George Irving: Capità del vaixell
- Nat Pendleton: Esclau